# 佩布拉克
佩布拉克（法語：Pébrac，法語發音：[pebʁak]）是法国上卢瓦尔省的一个市镇，位于该省西南部，属于布里尤德区。

## 地理
佩布拉克（45°1'54"N, 3°30'34"E）面积17.85 平方千米，位于法国奥弗涅-罗讷-阿尔卑斯大区上盧瓦爾省，该省份为法国中南部省份，北起多姆山省和卢瓦尔省，西接康塔爾省，南至洛泽尔省，东临阿尔代什省。
与佩布拉克接壤的市镇（或旧市镇、城区）包括：尚特日、沙赖、沙泽勒、朗雅克、圣于连德沙兹、旺特日。

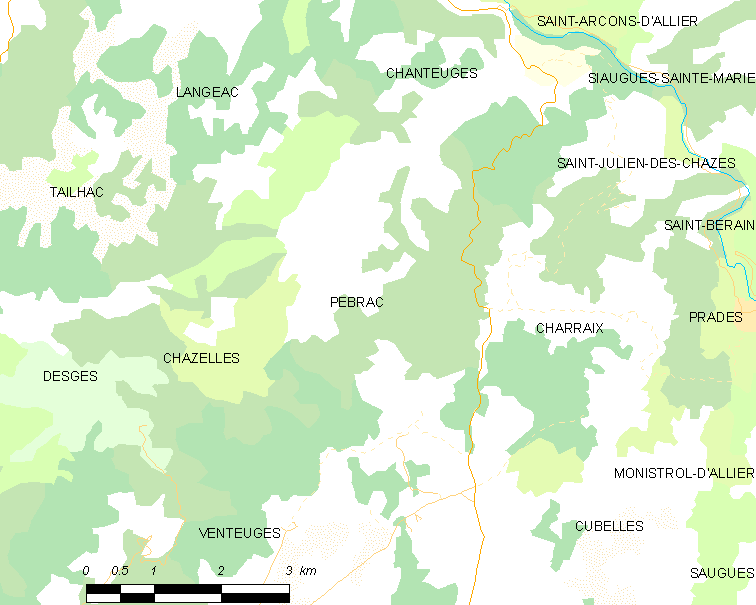
佩布拉克的OSM定位图

佩布拉克的时区为UTC+01:00、UTC+02:00（夏令时）。

## 行政
佩布拉克的邮政编码为43300，INSEE市镇编码为43149。

## 政治
佩布拉克所属的省级选区为阿列峡-热沃当县。

## 人口

1962-2008年间佩布拉克人口变化图示

佩布拉克于2022年1月1日时的人口数量为115人。

## 交通
上卢瓦尔省省道D30线经过镇中心，D585线经过东侧境内。